# Dia mundial de les mares i els pares
El Dia Mundial de les Mares i els Pares és un dia internacional que se celebra l'1 de juny de cada any.
L'Assemblea General de les Nacions Unides, en la seva resolució A/RES/66/2921 del 17 de setembre de 2012, va declarar l'1 de juny 'Dia Mundial de les Mares i dels Pares', volent així reconèixer la seva tasca i honrar la seva feina a tot el món. Tot i que se celebra des dels anys 80, el 2012, l'ONU el va declarar com a tal, per posar en valor el paper de les famílies com a responsables principals de la protecció i l'alimentació dels nens i les nenes, així com per reivindicar la importància de créixer en un entorn familiar on es potenciï l'amor, la felicitat i la comprensió per tal d'assegurar el ple i harmoniós desenvolupament de la personalitat de l'infant.